# 高永文
高永文，GBS，JP（1957年6月16日—），籍貫廣東潮州，行政會議成員，前香港食物及衛生局局長，骨科專科醫生，香港醫務委員會委員、香港防癌會主席、香港浸會大學校董會委員、香港紅十字會董事會委員、香港潮商學校校董會會董、新民黨顧問、香港新聲會顧問、樂善公益基金會顧問、亞太無添加餐飲食品發展促進會顧問、中國香港醫療衛生學會會長及策略發展委員會委員及中醫中藥發展委員會主席、潮州市政協常委，第十三屆中國人民政治協商會議全國委員會常務委員會委員（医药卫生界）。
高永文在2013年成為香港大學民意研究計劃成立以來民望最高的局長。他的民望淨值達80%（支持率82%減去反對率2%）。一直到2014年6月公布的一次調查，他的民望淨值仍高踞在77%。2015年5月4至7日港大最新政府官員民望調查出爐，以電話訪問1003名巿民，高永文落區宣傳政改因為一句「講完」，導致民望下跌了9個百分點，由75%下跌至66%。

## 生平
高永文早年在北角邨居住，畢業於昔日位於北角新邨的麗光幼稚園（1963年下午校）、清華街的聖猶達小學，後於皇仁書院畢業（1969年入讀，考獲政府獎學金），與袁國勇為同班同學。高永文於1980年在香港大學醫學院內外全科醫學士畢業，其後加入瑪嘉烈醫院，師承骨科顧問馮醫生，擔任骨科醫生實習3年，及後以此作為他的醫療專業。
1991年，高永文加入新成立的香港醫院管理局，任職專業事務及人力資源總監。
1996年，於HKU SPACE就讀中醫學課程。1997年，於HKU SPACE就讀中醫診斷學及中草藥學。1998年，於HKU SPACE就讀方劑學、中醫婦科學及中醫兒科學。
2003年嚴重急性呼吸系統綜合症肆虐香港期間，時任醫院管理局行政總裁何兆煒染病入院，高永文臨危受命，署任行政總裁。2004年12月，他因為醫管局主席梁智鴻請辭而有所觸動，因此辭職。離職後，高永文與他人合夥開辦骨科診所。
2006年，高永文為苗圃行動擔任助學大使；現時為泰山公德會的滅癌獻愛心國際慈善基金會信託人。
2012年7月1日，高永文接替周一嶽擔任食物及衛生局局長。
2017年6月30日，高永文所擔任之食物及衛生局長交棒予陳肇始出任，從局長身份卸任，任期屆滿及完結後離開政府，並重新投入私營醫療市場執業等職務。
2022年7月1日起至今，擔任行政會議非官守議員。

## 爭議事件及言論

### 宣傳政改時以惡劣語氣回應異見者
2015年5月2日，當時身為食物及衛生局長的高氏，在早上於牛頭角上邨為政府的政改方案派發單張宣傳政改，不斷耐心地向市民（特別是小孩）解釋政改為何事關重大兼需要盡快通過時，遭遇上一名反對政改方案的男子直指高欺騙小孩，直斥其落區舉動是「曬氣」，叫高不要說好了就立即離開。之後，當該名市民不斷就1200人的提名委員會制度來質疑政府建議的方案不是真正普選，而港人沒有真正的一人一票特首選舉權時，高就叫他不要語帶侮辱但不得要領，之後高更被他就提名委員會組成問題上步步進迫至無法向其解釋其理論；最後高解釋自己是引導小孩去獨立思考後，對住其大發雷霆對該名男子大叫「講完」後立即離去，隨後該市民亦指着其背說高身為政府官員，但面對反對者態度惡劣。

### 指獨立調查是暴力者訴求及影響執法者執法為由予以反對
2019年7月20日, 香港正值反對逃犯條例修訂草案運動的時期，高永文出席建制集會「守護香港」集會，稱十分擔心有人要求獨立調查，因這訴求正是使用暴力手段人士提出的，如這時候進行獨立調查，會發出錯誤信息，使到執法人員不敢執法。

### 對人誤導指被射爆眼少女是被殺傷力不足致盲的鋼珠所傷
2019年8月16日，高永文出席「守護香港大聯盟」，記者會上形容被警方布袋彈擊中眼球失明的女急救員為示威者，並指有示威者用金屬彈珠攻撃，一名女示威者眼被彈珠射傷。他被記者追問是否意味女示威者是被其他示威者射傷，該說法引起爭議。

### 批評以罷工行動要求政府封關的醫護人員犧牲病人利益
2020年4月12日，香港正值新冠病毒疫情之中，高接受中方媒體新華社專訪時，批評2月參加要求全面封關為目標之罷工行動的醫護人員是觸犯了底線，即犧牲了病人的利益，又不斷稱讚被外界指防疫動作反應慢的特區政府是「每一步都有佈局」，同時他亦繼續維護特區政府，指疫情「基本可控」。

## 賽跑摔倒血流披面
2015年12月6日，高永文在上水參加一項跑步賽事，在開跑後僅幾秒，因前面的一名參賽兒童首先跌倒，隨即絆倒高永文，高的眼鏡飛脫，額頭、眼角及嘴角擦傷，血流披面，並立即用雙手掩護口鼻，被工作人員攙扶往救護站作初步敷治，及後送往北區醫院進一步治理，送院時清醒，食物及衛生局副局長陳肇始及行政長官梁振英先後到醫院探望，陳肇始表示做了電腦掃瞄，他腦部無大礙，但顴骨裂了，額頭縫了數針。高永文在當日中午前已出院，惟需在家休息兩星期。

## 醫學專業資格
- 香港大學內外全科醫學士
- 英國愛丁堡皇家外科醫學院院士
- 香港醫學專科學院院士
- 香港醫學專科學院院士（骨科）
- 香港醫學專科學院院士（社會醫學）

## 個人生活
高永文已婚，育有兩子。妻子江孟儀及兩名兒子偉琛、諾琛均在香港生活，一家4口都是醫生。

## 榮譽
- 非官守太平紳士（2001年）
- 銅紫荊星章（2008年）
- 金紫荊星章（2017年）

## 節目主持
- 2006年：《康健DNA》（亞洲電視）
- 2007年：《十年》嘉賓及個人身份（無綫電視）
- 2016年：《聆聽無聲世界》客席主持（香港電台，龍耳製作）

## 曾經參與拍攝電視廣告/宣傳段片
- 無綫電視《香港力量》宣傳片段（2009年）
- 亞洲電視《ATV2012感動香港人物推選》擔任「感動香港大使」（2012年）